# Señor de la Capilla
Il Señor de la Capilla (Signore della Cappella) è un'immagine di Gesù di Nazaret che evoca il momento della sua crocifissione. Si trova nella Parrocchia di Santiago Apóstol di Santiago Tequixquiac (Messico). Risalente al periodo coloniale, prima metà del XVII secolo, misura 173 centimetri di altezza.

la Processione del Signore della Cappella per le vie di Santiago Tequixquiac

## Storia dell'immagine
Si dice che a Tequixquiac ci fu una epidemia di influenza la quale stava debellando gli abitanti di questo paese e contemporaneamente le sementi e i raccolti cominciavano a marcire per la troppa pioggia.
Al parroco di Apaxco fu richiesto di prestare un Cristo di pasta di mais con incrostazioni di marfíl che si sapeva  conservata da molto tempo in una cantina della parrocchia ed aveva fama di essere miracolosa.
Ottenutala, i cittadini di Tequixquiac l'accolsero con gioia e celebrarono una festa in suo onore, con la "contraddanza delle bacchette" con cui normalmente era festeggiato l'apostolo Santiago il 25 luglio.
Cominciò a piovere molto e le nuvole del cielo diventarono nere di tanta acqua che invece di danneggiare i raccolti li salvò e migliorando la produzione.
Ma con il trascorrere dei giorni gli abitanti di Tequixquiac incominciarono a guarire dai suoi mali, si impiegò l'immagine in una cappella aperta affinché i cittadini di Tequixquiac corressero a supplicare o ringraziare il venerato cristo miracoloso. La gente lo chiamò il Sig. della Capilla.
dopo finito il patto, dovrebbero ritornare al cristo e portarlo in processione fino ad Apaxco. Si impiegò al cristo miracoloso in una carretta di cavalli molto fiorita, e nel suo tragitto incominciò diventare più pesante l'immagine fino a che in un momento le bestie non poterono avanzare. La gente di Apaxco si disturbò tanto che quelli di Tequixquiac non volevano restituire l'immagine miracolosa ed inviarono un'altra carretta più grande per raccogliere il suo cristo e portarlo alla parrocchia di Apaxco. Con molto cuidadado lo portarono su ed abbasso una pioggia molto spessa e riempie di foschia riuscì ad arrivare l'immagine al suo destino.
I giorni passarono e la gente di Tequixquiac cominciò ad ammalarsi di nuovo e sollecitarono che portassero l'immagine nuevomente ma quelli di Apaxco si opporsi e chiusero con catene la cantina affinché nessuno potesse tirare fuori l'Immagine. Durante la notte era protetta la cantina e di mattina videro che il cristo non questo nella sua croce. Molto presto vicini di Tequixquiac videro nell'atrio della chiesa l'immagine del cristo un giorno dopo luna piena incominciando l'anno.
Finalmente il parroco di Apaxco convocò la sua gente e decisero di consegnare la croce a quelli di Tequixquiac, spiegando l'evento davanti al vescovo decisero lasciare l'immagine nella Parrocchia di Santiago Apóstol ed i locali celebrarono nuovamente con giubilo la festa nel suo onore, e da allora ogni anno si celebra la festa nel calendario liturgíco.
Attualmente gente di molti posti vengono a visitare l'immagine del Signore della Cappella ogni anno.